# اپکین (شهرستان قوچقار)
اپکین (به قرقیزی: Эпкин، ەپكىن) یک منطقهٔ مسکونی در قرقیزستان است که در شهرستان قوچقار واقع شده‌است. اپکین ۱٬۶۳۷ نفر جمعیت دارد و ۲٬۰۴۵ متر بالاتر از سطح دریا واقع شده‌است.